# Chappie (soundtrack)
Chappie: Original Motion Picture Soundtrack is de originele soundtrack van de film met dezelfde naam uit 2015. Het album werd gecomponeerd door Hans Zimmer en werd eerste als muziekdownload vrijgegeven op 9 maart 2015 en werd op 17 maart 2015 uitgebracht op cd door Varèse Sarabande.
Het album bevat de originele filmmuziek die voornamelijk uit elektronische muziek bestaat. Andrew Kawczynski en Steve Mazzaro schreven als additioneel componist mee aan de muziek. Verder hebben ook de musicus Andy Page, Ed Buller, Michael Tritter, Rich Walters en Junkie XL aan het album meegewerkt.

## Nummers
| Nr. | Titel                            | Duur |
| --- | -------------------------------- | ---- |
| 1   | It's A Dangerous City            | 2:09 |
| 2   | The Only Way Out Of This         | 4:58 |
| 3   | Use Your Mind                    | 4:04 |
| 4   | A Machine That Thinks And Feels  | 3:03 |
| 5   | Firmware Update                  | 3:52 |
| 6   | Welcome To The Real World        | 3:52 |
| 7   | The Black Sheep                  | 4:48 |
| 8   | Indestructible Robot Gangster #1 | 3:11 |
| 9   | Breaking The Code                | 4;49 |
| 10  | Rudest Bad Boy In Joburg         | 2:41 |
| 11  | You Lied To Me                   | 4:06 |
| 12  | Mayhem Downtown                  | 3:57 |
| 13  | The Outside Is Temporary         | 3:09 |
| 14  | Never Break A Promise            | 7:43 |
| 15  | We Own This Sky                  | 4:19 |
| 16  | Illest Gangsta On The Block      | 2:45 |